# Lucusta
Lucusta (auch: Locusta; † Januar 69 n. Chr.) war eine römische Giftmischerin. Sie gilt als der erste dokumentierte Fall einer Serienmörderin.

## Leben

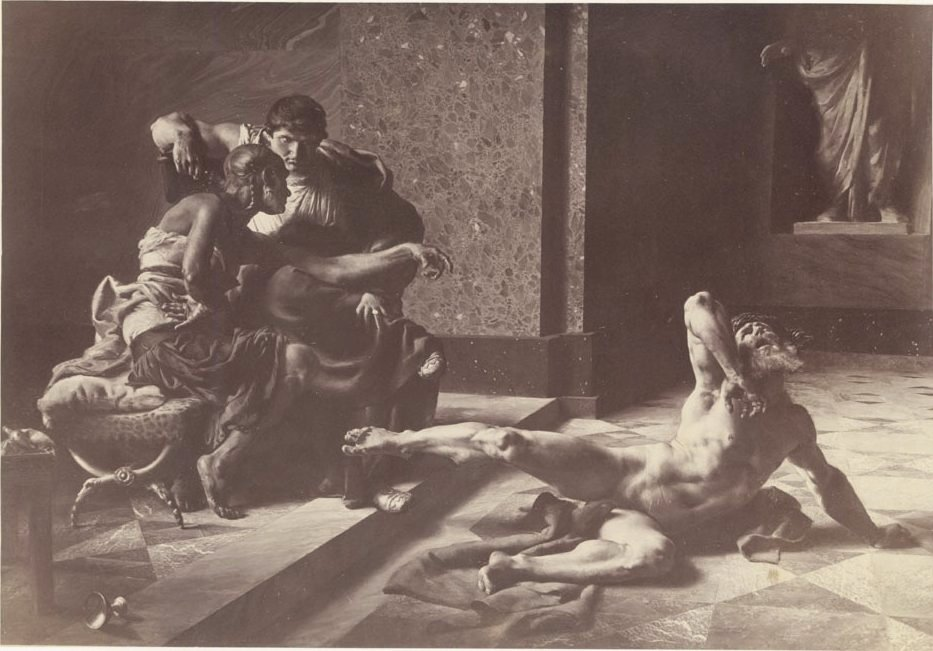
Lucusta testet in Neros Gegenwart das für Britannicus vorbereitete Gift. Joseph-Noël Sylvestre, moderne Bildschöpfung aus dem Jahr 1876.

Lucusta lebte in Rom während des 1. Jahrhunderts n. Chr.
Laut Tacitus und Cassius Dio war sie bereits 54 n. Chr. wegen Giftmischerei verurteilt und verhaftet worden, lieferte aber dennoch Agrippina das Gift, mit dem Claudius beseitigt werden sollte. Beide Frauen lernten sich in der Verbannung auf der Insel Pontia kennen. Nach Claudius’ Ermordung bestieg Nero den Thron.
Anfang 55 n. Chr. soll Nero, der seinen Stiefbruder Britannicus angeblich töten wollte, ihr Auftraggeber gewesen sein. Der zweite Versuch, Britannicus mit Lucustas Gift zu töten, verlief erfolgreich. Lucusta soll nicht nur eine hohe materielle Belohnung für ihren Dienst erhalten haben, sondern es soll auch die Strafverfolgung gegen sie eingestellt worden sein. Nero habe ihr zudem Schüler geschickt, die sie in der Kunst des Giftmischens unterrichten sollte. Neuere Forschungen lassen es aber nicht ausgeschlossen erscheinen, dass Britannicus nicht vergiftet wurde, sondern eines natürlichen Todes starb.
Lucusta soll das Gift bereitet haben, das Nero zwar 68 n. Chr. auf der Flucht bei sich gehabt haben soll, aber nicht zu sich zu nehmen wagte. Nach Neros Tod wurde Lucusta unter der Herrschaft Galbas im Januar 69 n. Chr. hingerichtet. Newton vermutet, dass ihre Hinrichtung mit dem Agonalia-Fest am 9. Januar zusammenfiel.